# Lygodactylus angolensis
Lygodactylus angolensis är en ödleart som beskrevs av Bocage 1896. Lygodactylus angolensis ingår i släktet Lygodactylus och familjen geckoödlor. Inga underarter finns listade i Catalogue of Life.
Denna geckoödla når vanligen en längd av 4 till 5 cm och de största exemplaren är 6,5 cm långa. Arten har en grå- eller brunaktig grundfärg och några exemplar i Zambia är nästan svarta. Det finns individer som har en mörk strimma genom ögat och exemplar som har ett mönster av pariga svarta fläckar på sidorna. Undersidans fjäll är vitaktiga.
Utbredningsområdet sträcker sig från centrala Angola över Zambia och södra Kongo-Kinshasa till Zimbabwe, Tanzania och södra Kenya. Lygodactylus angolensis lever i kulliga områden och bergstrakter mellan 300 och 1500 meter över havet. Individerna vistas i torra och fuktiga savanner. De klättrar i träd, på buskar och besöker förvaringsbyggnader.
Denna geckoödla är dagaktiv och den har främst myror och termiter som föda. Honor lägger två ägg per tillfälle som har en diameter av 60 mm.
För beståndet är inga hot kända och hela populationen antas vara stabil. IUCN listar arten som livskraftig (LC).